# Каришев Микола Олександрович
Каришев Микола Олександрович (нар.1855—пом.1901) — російський економіст, педагог, доктор економічних наук, професор, земський діяч.

## Біографія
Народився Микола Олександрович Каришев у селі Дубровка Жиздренського повіту Калузької губернії в сім'ї дворян. Микола був найменший з трьох синів. Рано осиротівши він був взятий на виховання до тітки Ольги Іванівни Гнєдіної (уроджена Сесаревська) та її чоловіка відомого мецената відставного штабс-ротмістра Дмитра Титовича котрі проживали у селі Олександрівка, Олександрівського повіту, Катеринославської губернії (нині с. Олександрівка, Покровського району, Дніпропетровської області) і мали там свій маєток.
Провчившись вісім років у Харківській гімназії, Каришев закінчив її у 1874 році зі срібною медаллю. У гімназії він відзначився старанністю і серйозним відношення до навчання. У тому ж році вступив на історико-філологічний факультету Московського університету. Однак через рік він перевівся на юридичний факультет того ж університету. В університеті найулюбленішим предметом для нього стала економіка. У 1878 році після закінчення університету з відзнакою він залишився працювати на кафедрі політичної економії і статистики.
У 1881 році Каришев починає викладацьку діяльність. Працював у Петровській сільськогосподарській академії приват-доцентом кафедри політичної економії та сільськогосподарської статистики. У 1883–1884 роках він перебував у науковому відрядженні за кордоном. Впродовж 1881–1884 років був гласним Олександрівського повітового земства.
Каришев був послідовником К. Д. Ушинського соратником видатного педагога М. О. Корфа. Він вважав, що селяни мають вивчати грамоту не в церковно-приходських школах а в «корфських земських школах». 1885 року Каришев захищає дисертацію «Вічно спадкоємний наділ на континенті Західної Європи» і стає магістром політичної економії і статистики. У 1885 році він видав «Атлас з лісової статистики».
Велике місце в громадській діяльності М. О. Каришева мали його ініціативи як організатора і попечителя Гнєдінського ремісничого училища в селі Олександрівка, в котрому він пропрацював з 1885 по 1887 роки, викладаючи одразу кілька предметів. Каришев очолював попечительську раду, особисто підбирав викладацький склад училища, яке стало одним з найкращих у губернії. 16 серпня 1898 року (за старим стилем) Каришев М. О. заснував нижчу «Гнєдінську сільськогосподарську школу».
Поряд з цим Каришев був співробітником ряду друкованих видань «Русские ведомости», «Земство», «Днепр», «Земский обзор» та інші. 1886 року кілька його статей з економіки Росії було розміщено у болонському «Geornale degli Economist». За своїми поглядами Каришев був лібералом У свої праця він торкався питань дрібного селянського господарства. Будучи прибічником збереження селянської общини він виступав за розширення селянського землеволодіння і землекористування.
Брав активну участь у діяльності Олександрівського повітового і Катеринославського губернських земств. Брав участь у земському з'їзді 6-9 листопада 1904 року. Помер Каришев у 1905 році у віці 50 років. Згідно заповіту його поховали у Олександрівсько-Гнєдінській церкві села Олександрівка від котрої на сьогоднішній день нічого не лишилося.

## Погляди
Каришев вважав усі заперечення проти великого господарства були запереченнями не проти техніки виробництва, а проти капіталістичної форми підприємництва. Продуктивність великого капіталістичного підприємництва в сільському господарстві, на його думку, менша ніж у дрібному. Будь-яке підвищення заробітної платні робітникам позначається на прибуткові великого господарства; водночас великому господарству доводиться вирішувати складні проблеми залучення до свого господарства робочих рук. Звідси значна заборгованість великого капіталістичного землеволодіння, менша стійкість у боротьбі з конкуренцією і помітне скорочення середніх розмірів великого землеволодіння або посиленої роздачі його земель дрібним орендарям. На користь дрібного землеволодіння Каришев говорить те, що складає його не капіталістичний характер, тобто поєднання в руках робітника знарядь виробництва, більша продуктивність роботи на себе в порівнянні з роботою на інших, відсутність необхідності гнатися за рентою і прибутком, котрих, у буквальному розумінні слова в селянському господарстві не існує. Звідси також велика продуктивність країн у котрих переважає дрібне господарство, стійкість цього роду господарств у боротьбі з конкуренцією тому, що вони ведуться господарями-власниками, а не дрібними орендарями; звідси ж — ріст кількості дрібних господарств і їх меншої заборгованості.
Каришев також переконував слухачів, що при своїх безсумнівних перевагах дрібні господарства мають і великі недоліки. Вони прирікають виробника на ізольованість і позбавляють його можливості користуватися поділом праці, вони придатні далеко не для всіх культур; мають тенденцію до надзвичайного дроблення тощо. Великі ж господарства навпаки мають великі технічні переваги. Вони вимагають меншої витрати землі на дороги тощо, менших витрат на інвентар і на робочу силу, відкривають можливість планомірного застосування суспільної праці і її поділу, роблять доступними дорогі споруди, машини, мають більше зручностей для користування кредитом.
Зіставляючи всі ці докази і заперечення, він вважав, що найбільш вигідною країною з народногосподарської точки зору є форма господарства, котра усуне зазначені недоліки застосування у сільському господарстві капіталу.

## Наукова діяльність
1888 року він видав книгу «Економічні бесіди» що перевидавалась чотири рази і була перекладена польською і чеською мовами. У ній Каришев переконував у необхідності особистого спілкування з учнями. У 1892 році Каришев захистив докторську дисертацію на тему «Селянські позанадільні оренди». У «Юридичному віснику» (вересень 1889 року) він опублікував дослідження «Статистичний огляд поширення основних галузей оброблювальної промисловості в Росії». З 1893 року він був постійним співробітником журналу «Русское богатство», де вів науково-культурний економічний огляд «Народно-хозяйственные наброски» в котрому він подавав висновки про економічний стан Росії на підставі земських статистичних досліджень.
З 1896 по 1904 роки М. Каришев — професор політичної економії і статистики в Московському сільгоспінституті. У 1899 році прочитав кілька статей в російській вищій школі суспільних наук в Парижі, куди він переїхав в зв'язку з важкою хворобою.